# Exército Nacional Republicano (Itália)
O Exército Nacional Republicano (em italiano:  Esercito Nazionale Repubblicano; abreviado ENR) foi o exército da República Social Italiana (em italiano:  Repubblica Sociale Italiana, ou RSI) de 1943 a 1945 que lutou ao lado da Alemanha Nazista durante a Segunda Guerra Mundial.
A ENR foi formada oficialmente em 28 de outubro de 1943, pela fusão do ex-Exército Real (Regio Esercito) das unidades ainda leais ao ditador fascista Benito Mussolini e unidades italianas pró-nazistas criadas pelos alemães após a ocupação do sul da Itália.

## História

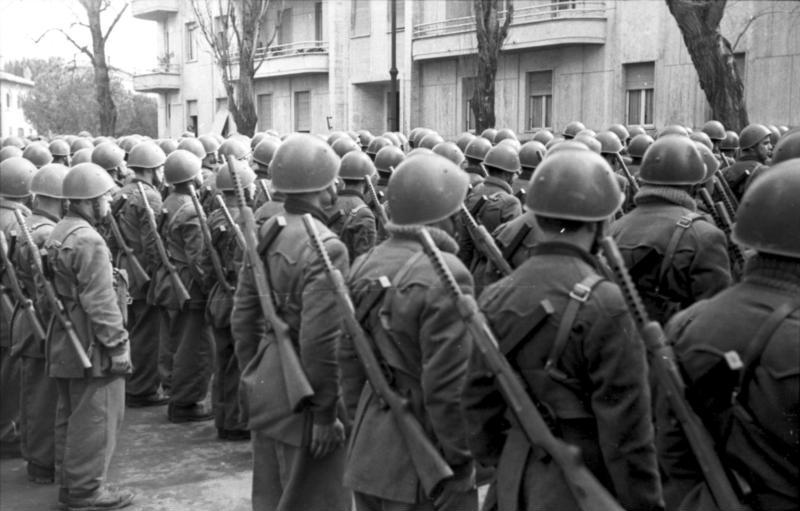
Tropas da República Social Italiana inspecionadas pelo General da Luftwaffe Kurt Mälzer em Roma antes do desdobramento para a frente de Anzio.

Como consequência da invasão aliada da Sicília em julho de 1943, as forças políticas aliadas ao rei Vítor Emanuel III tomaram o poder na Itália, prenderam o ditador Benito Mussolini e negociaram um armistício entre a Itália e as forças armadas aliadas que entrou em vigor em 8 de setembro de 1943.
Em 12 de setembro de 1943, os alemães lançaram a "Operação Carvalho" (Unternehmen Eiche) e resgataram Mussolini. A República Social Italiana Fascista (Repubblica Sociale Italiana, ou RSI) foi formada como um estado-fantoche no norte da Itália com Mussolini como seu líder. O marechal Rodolfo Graziani foi nomeado ministro da Defesa do RSI.
Em 16 de outubro, o Protocolo de Rastenburg foi assinado com a Alemanha Nazista. De acordo com este protocolo, o RSI foi autorizado a formar formações militares do tamanho de uma divisão. Isso permitiu que Graziani levantasse quatro divisões RSI totalizando 52.000 homens. Em julho de 1944, a primeira dessas divisões concluiu o treinamento e foi enviada para o fronte.
Recrutar forças militares foi difícil para o RSI, já que a maior parte do exército italiano havia sido internada pelas forças alemãs em 1943, muitos italianos haviam sido recrutados para trabalhos forçados na Alemanha e poucos queriam lutar ao lado da Alemanha nazista depois de 8 de setembro de 1943. O RSI ficou tão desesperado por soldados que concedeu liberdade aos condenados se eles se juntassem ao exército e a sentença de morte foi imposta a qualquer um que se opusesse ao recrutamento. Forças militares autônomas no RSI também lutaram contra os Aliados, incluindo o notório Decima Flottiglia MAS sob o comando do Príncipe Junio Valerio Borghese. Borghese não era leal a Mussolini e até sugeriu que o prenderia se pudesse.

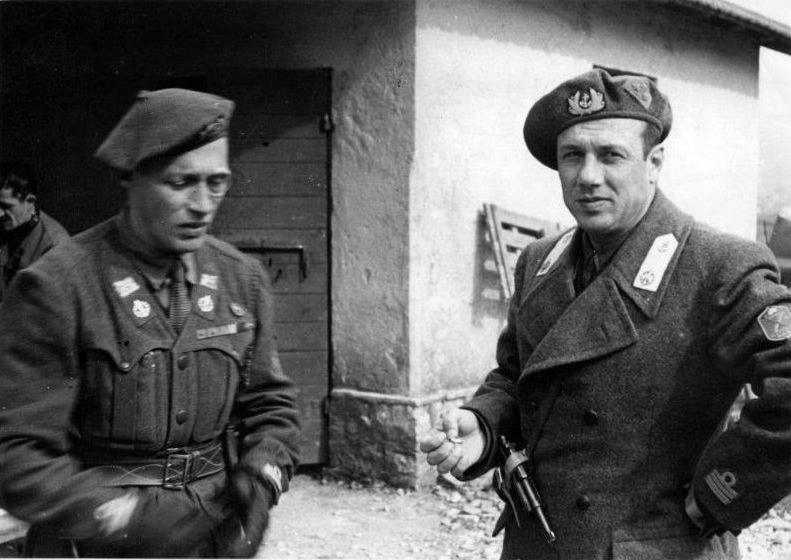
Príncipe Junio Valerio Borghese (à direita) e Umberto Bardelli da Decima MAS.

Durante o inverno de 1944-1945, italianos armados estavam em ambos os lados da Linha Gótica. Do lado aliado estavam quatro grupos italianos de voluntários do antigo exército italiano. Essas tropas (do Exército Co-Beligerante Italiano) foram equipadas e treinadas pelos britânicos. No lado do Eixo estavam quatro divisões RSI. Três das divisões RSI, a 2ª Divisão de Infantaria "Littorio" italiana, a 3ª Divisão de Fuzileiros Navais "San Marco" italiana e a 4ª Divisão Alpini "Monterosa" italiana, foram alocadas para o LXXXXVII Exército "Liguria" sob Graziani e foram colocadas para guarda o flanco ocidental da Linha Gótica voltada para a França. A quarta divisão RSI, a 1ª Divisão italiana "Italia" Bersaglieri, foi anexada ao 14º Exército alemão em um setor das montanhas dos Apeninos considerado menos provável de ser atacado.
Em 26 de dezembro de 1944, várias unidades militares RSI de tamanho considerável, incluindo elementos da 4ª Divisão Alpina "Monterosa" italiana e da 3ª Divisão de Fuzileiros Navais "San Marco" italiana, participaram da Operação Tempestade de Inverno. Esta foi uma ofensiva alemã e italiana combinada contra a 92ª Divisão de Infantaria. A batalha foi travada nos Apeninos. Embora limitada em escala, esta foi uma ofensiva bem-sucedida e as unidades RSI fizeram sua parte.
Em fevereiro de 1945, a 92ª Divisão de Infantaria novamente enfrentou unidades RSI. Desta vez foi Bersaglieri da 1ª Divisão de Infantaria italiana "Italia". Os italianos interromperam com sucesso o avanço da divisão dos EUA. O ministro da Defesa do RSI, Graziani, chegou a dizer que comandou um Exército inteiro. Este foi o exército ítalo-alemão da Ligúria. No entanto, a situação posteriormente se deteriorou para as forças do Eixo na Linha Gótica.
No final de abril, em Collecchio, as últimas tropas remanescentes do RSI foram engarrafadas junto com duas Divisões da Wehrmacht pela 1ª Divisão Brasileira, sendo obrigadas a se render após alguns dias de combates.
Em 29 de abril, Graziani se rendeu e esteve presente em Caserta quando um representante do general alemão Heinrich von Vietinghoff-Scheel assinou o instrumento incondicional de rendição de todas as forças do Eixo na Itália. Mas, possivelmente como sinal da baixa estima que os Aliados tinham pelo RSI, a assinatura de Graziani não foi exigida em Caserta. A rendição entraria em vigor em 2 de maio. Graziani ordenou que as forças RSI sob seu comando depusessem as armas em 1º de maio.

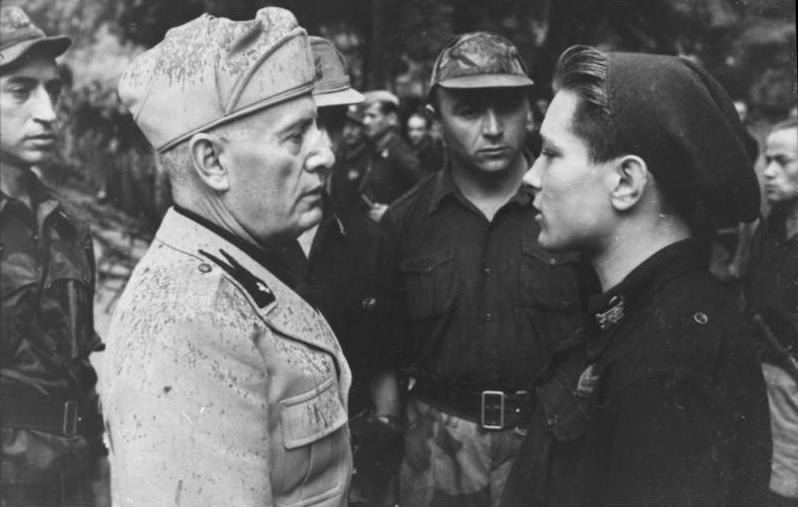
Mussolini conversando com um jovem soldado da Guardia Nazionale Repubblicana, Legione M - Guardia del Duce, 1944.

Os militares do RSI sofreram cerca de 34.770 mortos durante a guerra e, dadas as proporções convencionais de mortos para feridos e mortos para desaparecidos, provavelmente mais de 100.000 baixas no total. A maioria das mortes (~ 21.600) foram incorridas por formações antipartidárias, como Guardas Nacionais, Brigadas Negras e Milícias Territoriais. O restante (~ 13.170) foi incorrido por forças militares regulares, principalmente voltadas para os Aliados. Os mortos se dividem em: 13.500 membros da Guardia Nazionale Repubblicana e Milizia Difesa Territoriale, 6.200 membros das Brigadas Negras, 2.800 funcionários da Aeronautica Nazionale Repubblicana, 1.000 funcionários da Marina Nazionale Repubblicana, 1.900 funcionários do X MAS, 800 soldados da Divisão "Monterosa", 470 soldados da Divisão "Italia", 1.500 soldados da Divisão "San Marco", 300 soldados da Divisão "Littorio", 350 soldados do Regimento "Tagliamento" Alpini, 730 soldados dos 3º e 8º Regimentos Bersaglieri, 4.000 tropas de diversas unidades do Esercito Nazionale Repubblicano (excluindo as Divisões acima mencionadas e Regimentos Alpini e Bersaglieri), 300 membros da Legione Autonoma Mobile "Ettore Muti", 200 membros do Raggruppamento Anti Partigiani, 550 membros da SS italiana, e 170 membros do Regimento Cacciatori degli Appennini.

## Organização

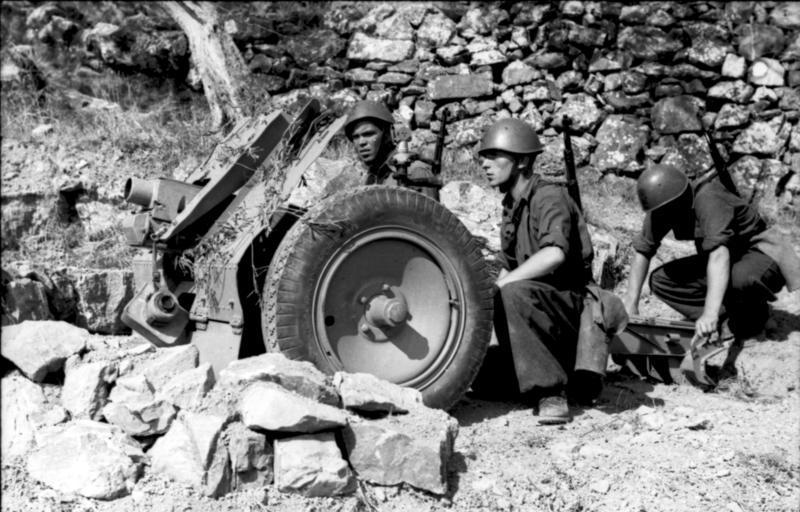
Tropas italianas equipando um Leichtes Infanteriegeschütz 18 de 7,5 cm.

O ENR consistia em quatro divisões de infantaria que foram levantadas, treinadas e equipadas na Alemanha:
- 1ª Divisão Bersaglieri "Itália"
- 2ª Divisão de Granadeiros "Littorio"
- 3ª Divisão de Infantaria de Fuzileiros Navais "San Marco"
- 4ª Divisão Alpina "Monterosa"

Havia também um grande número de unidades autônomas menores.